# Littérature française
Pour un article plus général, voir Littérature de langue française.
La littérature française comprend l'ensemble des œuvres écrites ou orales par des écrivains de nationalité française ou de langue française. Elle peut également se référer aux littératures écrites par des citoyens français qui écrivent dans des langues de France telles que le basque, le breton…
La littérature écrite en langue française par les personnes d'autres pays tels que la Belgique, la Suisse, le Canada, le Sénégal, l'Algérie, le Maroc… se réfère à la littérature francophone.
Son histoire commence en ancien français au Moyen Âge et se perpétue aujourd'hui.

## Histoire de la littérature française

### Au Moyen Âge

#### Les premiers textes

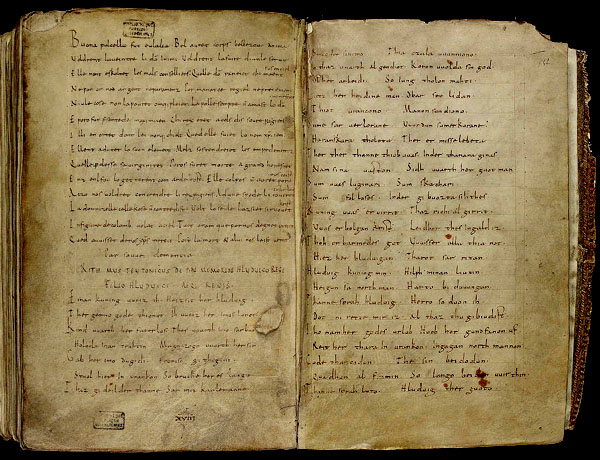
Cantilène de sainte Eulalie, manuscrit de la Bibliothèque de Valenciennes, Ms.150, IXe siècle.

Un des Serments de Strasbourg (842) est le premier texte complet connu rédigé en roman, l'ancêtre du français. Mais le premier texte « littéraire » conservé dans cette langue est le Cantilène de sainte Eulalie, composé vers 880. C'est une adaptation en vers d'un poème latin à vocation religieuse et pédagogique.
Les premiers grands textes de la littérature française datent de la fin du XIe siècle, époque de développement de l'agriculture et d'expansion démographique après des périodes d'invasions, d'anarchie et d'épidémies. Les deux sentiments dominants, passion guerrière et sentiment religieux, inspirent les poèmes sur la vie des saints (comme la Vie de saint Alexis) et les chansons de geste.
Les chansons de geste sont de longs poèmes comportant des milliers de vers destinés à être chantés en public par des jongleurs, composés en langue d'oïl par des trouvères. Elles relatent, sous une forme épique mêlant légendes et faits historiques, des exploits guerriers passés, et mettent en valeur l'idéal chevaleresque. La plus ancienne et la plus connue est la Chanson de Roland, écrite au XIe siècle. Elle raconte, en les idéalisant, les exploits de l'armée de Charlemagne et de son neveu Roland. Elle se rattache à la matière de France, opposée à la matière de Bretagne et à la matière de Rome.

#### La littérature courtoise
La littérature courtoise, apparue dans le sillage de la renaissance du XIIe siècle, a pour thème principal le culte de l'amour unique, parfait et souvent malheureux. Elle trouve son origine dans l'Antiquité, intègre des influences orientales dues au retour des Croisés, et s'inspire de légendes celtiques. Ainsi, la légende de Tristan et Iseult, relatée par Béroul, raconte l'histoire d'un amour absolu et impossible qui se termine par la mort tragique des amants.
Le roman courtois naît avec Chrétien de Troyes également au XIIe siècle. Ses romans comme Yvain, Lancelot et Perceval mettent en avant un idéal aristocratique et chevaleresque. À la même période, la poétesse Marie de France rédige les Lais, des récits en vers glorifiant l'amour courtois. Le Roman de la Rose, datant du début du XIIIe siècle, est l'un des derniers écrits portant sur le thème de l'amour courtois, et cela seulement dans son court début écrit par Guillaume de Lorris. Le reste du poème, continué par Jean de Meung contient au contraire des passages d'une étonnante misogynie, qui seront attaqués au XIVe siècle par la poétesse Christine de Pizan.

#### La littérature bourgeoise
Le Roman de Renart, rédigé par des auteurs anonymes entre 1170 et 1250, est un ensemble de poèmes qui relatent les aventures d'animaux doués de raison. Les auteurs raillent dans ces poèmes les valeurs féodales et la morale courtoise. Pendant populaire de la littérature chevaleresque, ce récit est également une violente satire sociale.
La poésie bourgeoise s'épanouit au XIIIe siècle avec Rutebeuf. Le poète parisien se fait l'écho de la faiblesse humaine, de l'incertitude et de la pauvreté à l'opposé des valeurs courtoises. Plus tard, Eustache Deschamps témoigne de la société et des mentalités pendant la guerre de Cent Ans. Après la guerre de Cent Ans, le poète François Villon (1431–1463) traduit le trouble et la violence de cette époque. Orphelin d'origine noble et bon étudiant, il est ensuite condamné pour vol et meurtre. Son œuvre à la fois savante et populaire exprime une révolte contre les injustices de son temps.
Le théâtre religieux se développe tout au long du Moyen Âge, il met en scène les « mystères », c'est-à-dire les fêtes religieuses comme Noël, Pâques et l'Ascension. Au contraire des genres littéraires précédents plutôt aristocratiques, il s'adresse au plus grand nombre. À côté de ce théâtre religieux, un théâtre comique appelé farce apparaît au XVe siècle où il est durement combattu par les autorités religieuses.

#### Les chroniques historiques
Les premières chroniques historiques rédigées en français sont des récits des croisades datant du XIIe siècle, comme ceux de Geoffroi de Villehardouin et de Robert de Clari. Certains récits historiques, par exemple la Vie de saint Louis de Jean de Joinville, ont aussi un but moral et idéalisent quelque peu les faits relatés. Saint Louis est par ailleurs à l'initiative de la rédaction des Grandes Chroniques de France, un recueil relatant l'histoire des Francs depuis leur ancêtre troyen supposé. La guerre de Cent Ans, dans sa première partie, est racontée en détail par Jean Froissart (1337–1410) dans les Chroniques.

### AuXVIesiècle
Les principes de l'humanisme vont marquer profondément la littérature : retour aux textes anciens (grecs, latins et hébreux), désir de connaissance, retour à des philosophies antiques négligées au Moyen Âge (néo-platonisme, stoïcisme, épicurisme, notamment), renouvellement des formes et des thèmes en tentant de retrouver la "pureté" antique.
La poésie compte notamment comme auteurs importants Clément Marot, Jean de Sponde[pourquoi ?], Agrippa d'Aubigné, et les poètes de la Pléiade parmi lesquels figurent Ronsard et Du Bellay.
Les romans les plus marquants sont ceux de Rabelais ; Marguerite de Navarre publie également un recueil de nouvelles célèbre (Heptaméron).
Les Essais de Montaigne sont un important ouvrage situé entre la philosophie et l'autobiographie. Les Essais peuvent être considérés comme une des premières autobiographies françaises et ouvrent ainsi la porte à Rousseau et tant d'autres. Le projet même des Essais, à savoir se découvrir, mais aussi découvrir l'Homme, peut être rapproché de celui des Confessions de Jean-Jacques Rousseau qui cherche à peindre l'homme, avec ses qualités, mais aussi ses défauts.

### AuXVIIesiècle
Dès le début du XVIIe siècle, Honoré d'Urfé connaît un grand succès avec son roman précieux L'Astrée, roman d'aventures en partie autobiographique paru entre 1607 et 1633. C'est l'un des plus considérables succès du siècle, qui n'aura pas de postérité véritable dans le genre du roman pastoral, mais une influence considérable sur le roman, le théâtre (Molière), l'opéra et les mentalités.
Le XVIIe siècle compte deux grands courants littéraires tout à la fois concurrents mais aussi complémentaires : le classicisme et la littérature baroque. Concurrents car le classicisme en littérature s'imposera face au baroque mais aussi complémentaires car certains auteurs ont été influencés par les deux courants à la fois (comme Pierre Corneille). Mais dès la fin du siècle se dessine en littérature un courant de pensée qui annonce déjà les Lumières (peut-être avec La Bruyère, par exemple).
Les grands noms de la littérature de cette époque sont : Corneille, Jean Racine, Molière, Pascal, La Rochefoucauld, La Fontaine, Nicolas Boileau, La Bruyère, Mme de La Fayette, Madame de Sévigné, Le Cardinal de Retz.

### AuXVIIIesiècle
Le XVIIIe siècle est appelé « siècle des Lumières ». Par cette métaphore la plupart des auteurs majeurs de ce siècle prétendent consacrer, à travers l'esprit de la Renaissance et le cartésianisme du siècle précédent, le triomphe de la Raison sur les Ténèbres (l'obscurantisme et les préjugés). Les Lumières sont un phénomène européen, mais les philosophes français cristallisent le mieux les idées du siècle et donnent du relief à des nouvelles valeurs qui, au-delà de la Révolution française, marqueront durablement l'Europe et le monde. Les principaux philosophes francophones des Lumières sont Voltaire, Jean-Jacques Rousseau, Denis Diderot et Montesquieu.

### AuXIXesiècle

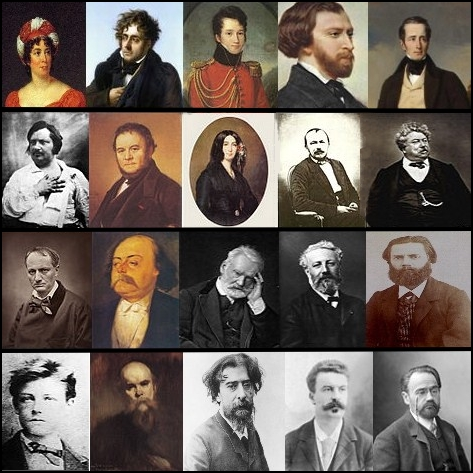
Grands écrivains français du XIXe siècle

Si le XIXe siècle est important par le nombre de chefs-d’œuvre que la littérature française a engendrés, cette ère, remarquable dans l'histoire de la littérature française, reste difficile à appréhender ; et ce, en dépit de son caractère relativement récent. Pour de nombreux historiens de la littérature, le XIXe siècle littéraire français demeure celui du romantisme, d'abord avec Chateaubriand, puis avec Victor Hugo, du réalisme avec Stendhal, Honoré de Balzac, Gustave Flaubert, Guy de Maupassant et du naturalisme avec Émile Zola.
Le romantisme et son foisonnement peuvent trouver partiellement leur cause dans certains points de vue. Certains mettent l’accent sur l’élan de liberté qu’a suscité la Révolution française, élan de liberté suivi d'un désordre, d’une confusion entraînée par l’instabilité, l’incertitude politique qui émane de la première moitié du siècle. Dans cette optique, on voit l'écrivain avec ses idéaux, manifestant son opposition à l’ordre politique et social. Pour d’autres, la place de la Révolution française et des troubles politiques qui s’ensuivront n’explique pas ou pas entièrement l’efflorescence du romantisme français, prenant pour preuve la naissance antérieure des romantismes anglais et allemand dans des pays qui ne furent pas secoués par la moindre révolution. Ils insistent plutôt sur l'influence qu’ont exercé l’étude et la lecture des littératures anglaise et allemande par les hommes de lettres français.
Le réalisme est une étiquette plus vague, accolée postérieurement aux écrivains à partir des définitions de Champfleury, Stendhal et Balzac se situant entre le romantisme et le réalisme. Gustave Lanson dont l'Histoire de la littérature française (1894) a longtemps fait autorité, a consacré de très importantes pages à Balzac où il définit la part de réalisme de son œuvre et la part de romantisme « Ainsi, par ses impuissances et par sa puissance, Balzac opérait dans le roman la séparation du romantisme et du réalisme. Il reste cependant dans son œuvre quelque chose d'énorme, une surabondance et une outrance qui en trahissent l'origine romantique. »
Le naturalisme, en revanche, procède d'une véritable démarche qu'Émile Zola a longuement explicitée.

### AuXXesiècle
La littérature française du XXe siècle a été profondément marquée par les crises historiques, politiques, morales et artistiques. Le courant littéraire qui a caractérisé ce siècle est le surréalisme, qui est surtout un renouveau de la poésie (André Breton, Robert Desnos, Paul Éluard...), mais aussi l'existentialisme (Gabriel Marcel, Jean-Paul Sartre), qui représente également une nouvelle philosophie (L'existentialisme est un humanisme de Jean-Paul Sartre). La source première chez les artistes de ce siècle est en rapport avec les conflits politiques de l'époque. La guerre est ainsi présente aussi bien dans la poésie que dans les romans.

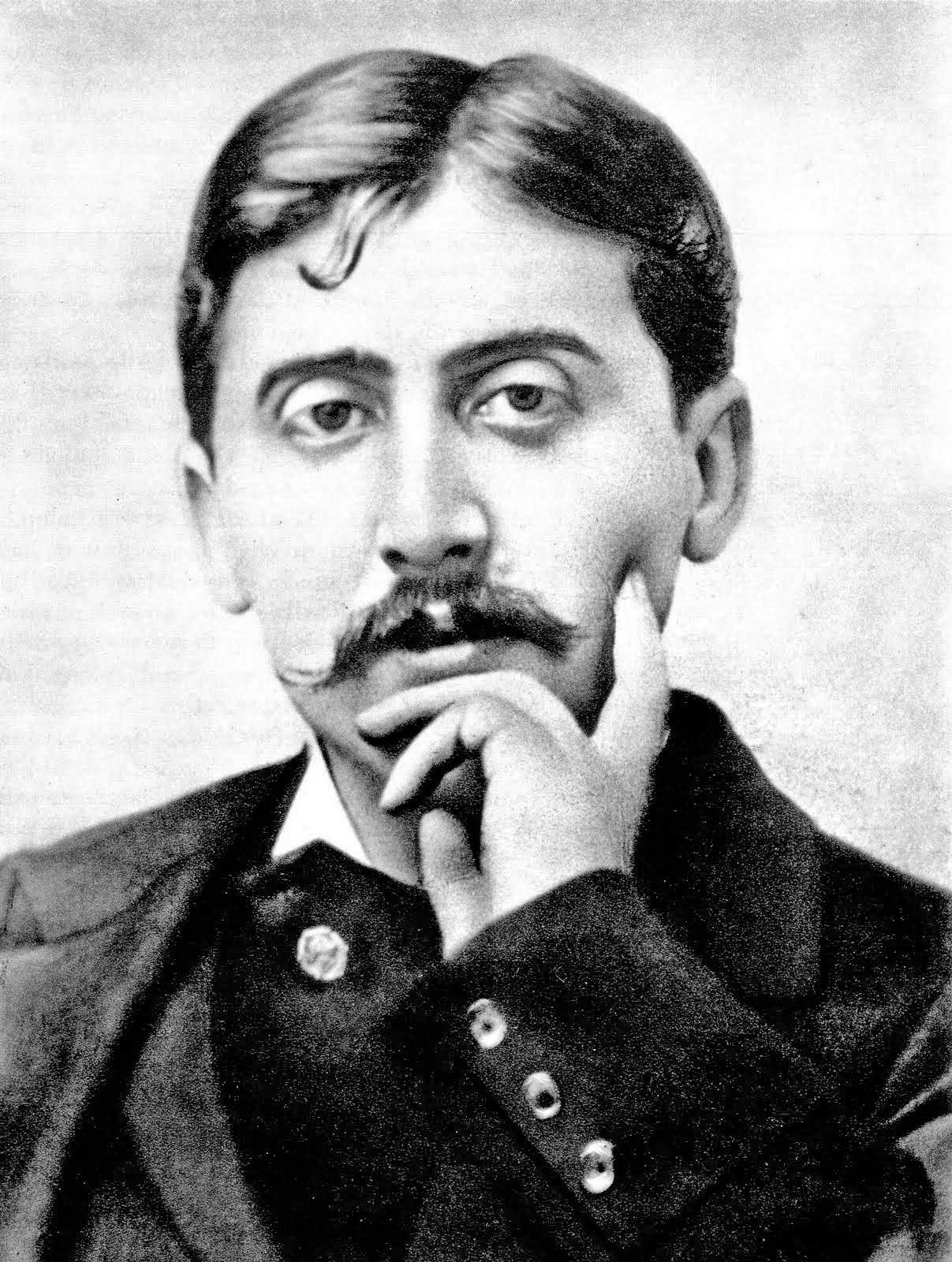
Marcel Proust, un des grands auteurs français du début du XXe siècle.

Concernant ce siècle, Marcel Proust est parfois considéré comme le dernier grand auteur français. La seule comparaison est à chercher du côté de Louis-Ferdinand Céline, dans le rôle non négligeable qu'il a joué dans la remise en cause d'une narration trop policée et loin de la vie, par une approche syntaxique et sémantique au plus proche de la réalité sensible et la création d'une langue littéraire mêlée à un argot fantaisiste dans le but que la phrase évoque, touche le lecteur plus qu'elle ne dit, qu'elle n'explique ; aussi, Céline s'est illustré, à l'instar de Proust, comme l'un des plus grands écrivains français de ce siècle et a marqué nombre d'écrivains, du père de San-Antonio à Sartre, Beauvoir ou Camus en passant par les écrivains anglo-saxons (Burroughs, Miller, etc.).
En France, le Nouveau Roman, théorisé par Alain Robbe-Grillet dans Pour un nouveau roman, ne concerne initialement que peu d'écrivains mais a inspiré ensuite toute une génération d'écrivains regroupés aujourd'hui dans les Éditions de Minuit, dont Jean Echenoz, Jean-Philippe Toussaint, Tanguy Viel, Christian Oster, Laurent Mauvignier ou Christian Gailly. Après cela, plus aucun mouvement au sens strict ne réussit à émerger. L'Oulipo, Ouvroir de littérature potentielle, auquel ont appartenu Queneau ou Perec (et aujourd'hui des auteurs comme Roubaud, Fournel, Jouet et Le Tellier) ne se conçoit en effet pas comme un mouvement, mais comme un groupe de travail. Il en va de même pour la Nouvelle fiction regroupant des romanciers tels que Hubert Haddad, Frédérick Tristan ou Georges-Olivier Châteaureynaud.
Aujourd'hui on a cru pouvoir rapprocher un certain nombre d'écrivains autour de la notion d'autofiction créée par Serge Doubrovsky. Pour autant, il est parfois difficile de rassembler sous une même étiquette une palette d'écrivains aux sensibilités, aux démarches artistiques et aux univers parfois antagonistes. Cette définition est aussi un argument mis en avant par les détracteurs d'une littérature trop nombriliste, germanopratine et qui, d'un point de vue strictement commercial, semble trouver peu d'échos à l'étranger.
Dans la continuité des romans de terroir du XIXe siècle, dont l'une des représentantes fut George Sand, la littérature de terroir français a continué de s'illustrer avec des auteurs comme Pierre-Jakez Hélias (Le Cheval d'orgueil) et Henri Vincenot dans la seconde moitié du XXe siècle. Ce genre continue de se développer avec des auteurs comme Jean Anglade ou Jean-Paul Malaval.
Les mouvements littéraires les plus importants ont été :
- le surréalisme (Paul Éluard, André Breton, Robert Desnos) ;
- l'existentialisme (Gabriel Marcel, Jean-Paul Sartre, Simone de Beauvoir, Albert Camus et Maurice Merleau-Ponty) ;
- le Nouveau Roman (Alain Robbe-Grillet, Nathalie Sarraute) ;
- le théâtre de l'absurde (Antonin Artaud, Samuel Beckett, Eugène Ionesco, Arthur Adamov).

### AuXXIesiècle

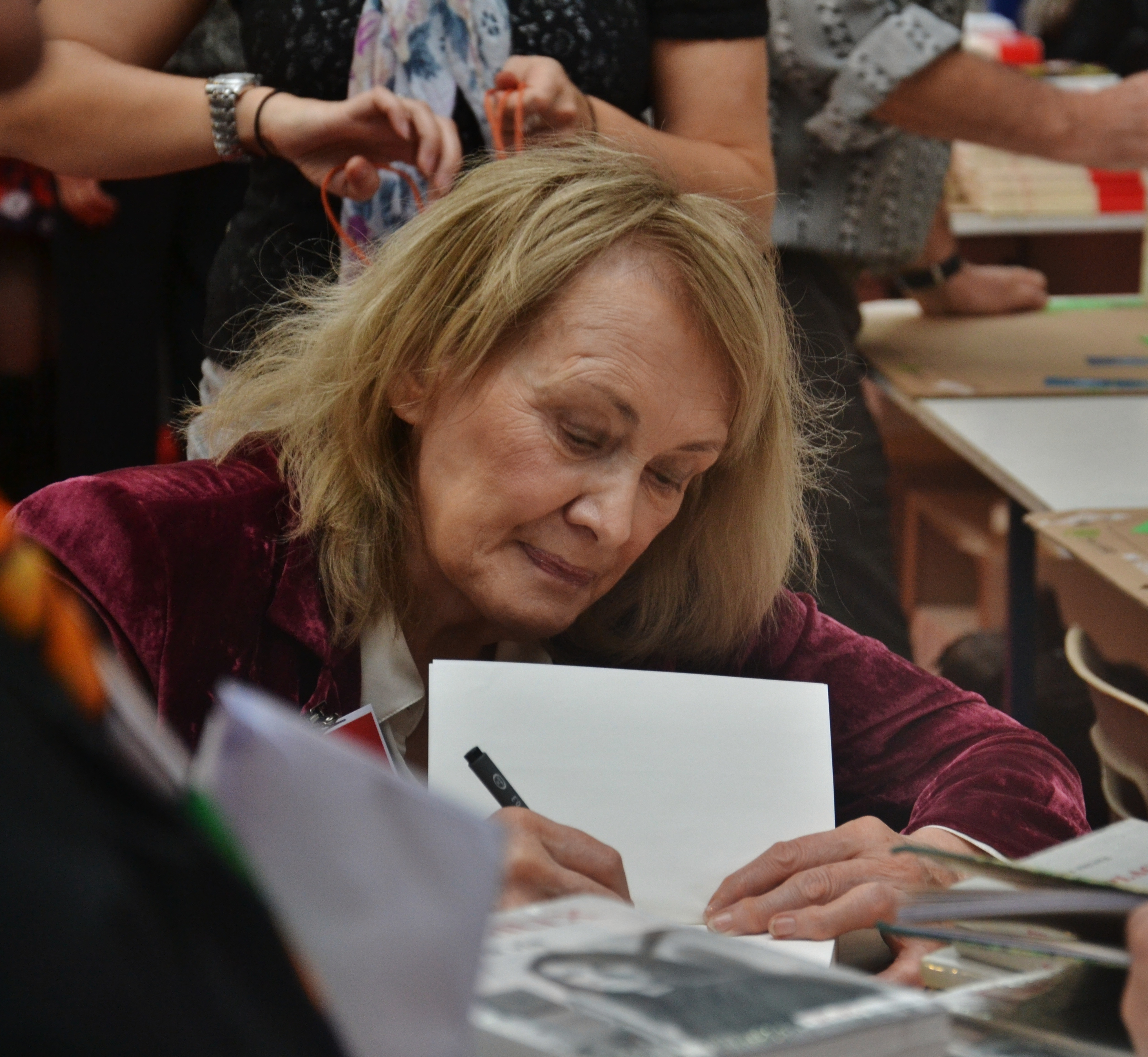
Annie Ernaux, en 2011.

La littérature française, en ce début XXIe siècle, revient à des formes plus traditionnelles, contrastant avec le foisonnement et l'innovation formelles du XXe siècle. Même s'il est aujourd'hui malaisé de dégager ce que l'on pourrait appeler des courants littéraires, nous pouvons tout de même repérer des tendances. Nous ne prétendons pas à l'exhaustivité.
- L'autofiction : Serge Doubrovsky, créateur de ce néologisme, considère Colette comme la pionnière de cette autofiction qui a connu, en ce début de siècle, un succès public et critique certain. Mais cette notion d'autofiction est loin d'être homogène « car la nature exacte de la synthèse [de l'autobiographie et de la fiction] est sujette à interprétation »[10] pourtant il nous est possible de distinguer quelques types :

D'une part une autofiction qui ne serait ni « une biographie, ni un roman naturellement [qui est] au-dessous de la littérature, [...] quelque part entre la littérature, la sociologie et l’histoire » représentée par Annie Ernaux.
D'autre part une autofiction qui s'inscrirait « dans une réflexion générale sur [...] la construction identitaire de l’écrivain contemporain dans son rapport à l’écriture et aux médias. » Cette autofiction plus formelle est représentée par Chloé Delaume qui se définit comme une "praticienne de l'autofiction" considérant que « la mise en écriture modifie le réel. » Quant à Marie Darrieussecq, elle voit dans l'autofiction « une assertion qui se dit feinte et qui dans le même temps se dit sérieuse ». « Autrement dit, l'auteur d'autofiction tout à la fois affirme que ce qu'il raconte est vrai et met en garde le lecteur contre une adhésion à cette croyance. Dès lors, tous les éléments du récit pivotent entre valeur factuelle et valeur fictive, sans que le lecteur puisse trancher entre les deux. » Et enfin, nous pouvons distinguer une autofiction « vulgarisée », on la retrouve sous la plume « d'écrivains à scandales comme Christine Angot ».
- Le réalisme fictionnel, dans un monde en mutation, continue à tenir fermement sa place ; il  est un moyen de  comprendre les enjeux d’aujourd’hui. Offrant ainsi des perspectives sur la mémoire collective, et revisitant l'histoire avec un regard critique : par exemple L'Ordre du jour, d'Éric Vuillard, explique les coulisses de l'Anschluss. Vous êtes l’amour malheureux du Führer  de Jean-Noël Orengo, étudie aussi l’ambiguïté du personnage d’Albert Speer, l’architecte préféré d’Hitler. Les œuvres de Philippe Jaenada explorent également des faits divers du passé, re-contextualisant des éléments historiques à la lumière contemporaine. Comme Dernières promenades à Petrópolis de Belinda Cannone interroge la mort de Stefan Zweig, et Salone (prix Senghor 2013) de Laurent LD Bonnet s'empare de l'histoire de la Sierra Léone pour aborder le thème universel du délitement d'une société.
- Le réalisme magique se distingue en ce début de XXIe siècle, porté par des auteurs tels que Marie NDiaye, Véronique Ovaldé ou Sylvie Germain
- La notion de minimalisme ou de roman ludique : « Au cours des années 1980, le terme de minimalisme est apparu puis s’est rapidement répandu pour désigner des auteurs ayant en partage un héritage (le Nouveau Roman). »[15] Toute une génération d'écrivains regroupés aujourd'hui autour des Éditions de Minuit dont Jean Echenoz, Jean-Philippe Toussaint, Laurent Mauvignier ou Eric Chevillard. Même si l'idée de minimalisme fait encore débat, la notion de minimalisme se caractérise, selon Marc Dambre, par un « jeu citationnel »[16], un « réenchantement sans illusion du monde »[16], la « recherche d’un nouvel ordre narratif »[16], la présence accrue du ludique, une mise à distance de l’incongru et une manière de prendre le mot au mot[16]. Des caractéristiques, communes, qui ont poussé Olivier Bessard-Banquy à proposer la dénomination de Roman ludique pour regrouper ces auteurs, l'occasion de séparer minimalisme et littérature ludique : « Le goût du jeu est en effet chez eux bien plus marqué que la tentation du peu. […] C’est pourquoi l’étiquette du minimalisme — si tant est qu’elle ait un sens — doit être réservée à des ouvrages de peu, revendiquant à l’évidence une indigence absolue »[17]

L'hypothèse du minimalisme positif : notion créée par Rémi Bertrand, dans son essai Philippe Delerm et le minimalisme positif, désigne une « littérature articulée sur le bonheur au quotidien ». Une vision de l’écriture et de la vie apparaît, dès lors, de façon cohérente. Il s’agit de « préciser les conditions de possibilité d’une écriture du quotidien », de débarrasser « le quotidien et le bonheur des oripeaux de l’espérance » tout en fondant spontanément une éthique holistique du banal ; et ce, dans « une forme brève ». Sous cette bannière du minimalisme positif, Bertrand rassemble plusieurs auteurs : Philippe Delerm, Bobin, Jean-Pierre Ostende, Pierre Michon, Visage, tous « chantres des plaisirs simples ». Il faut tout de même noter que cette notion de minimalisme positif est contestée par une partie de la profession notamment Pierre Jourde : « réunir les auteurs du même type que Delerm en une sorte d’école, bref ériger cela en phénomène littéraire revient à encourager le développement actuel de la littérature de confort. ».

## Littérature francophone
La littérature écrite en langue française se retrouve dans de nombreux pays sur plusieurs continents.

### Islam et Orient dans la littérature française

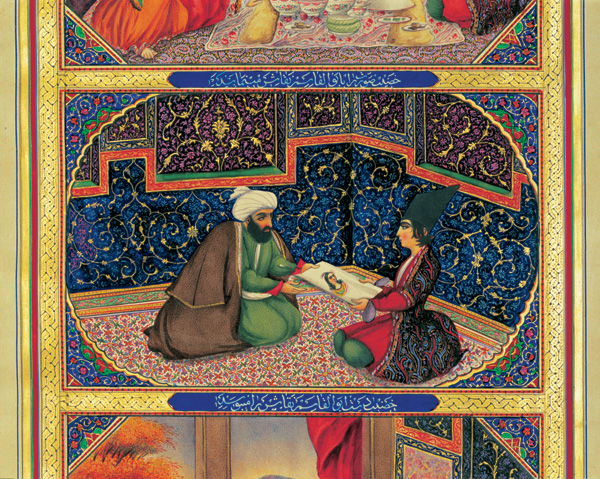
Recueil des contes arabes et persans, les contes des Milles et Une Nuit seraient probablement perdus sans la traduction d'Antoine Galland.

La Renaissance et l'ouverture aux nouvelles cultures, conséquence directe des grandes découvertes, ne marquera absolument pas un virage dans la vision de l'Occident sur l'Orient et les musulmans. L'évêque de Chalon-sur-Saône Jean Germain, contemporain de la prise de Constantinople, ne dérogera pas aux règles médiévales des débats inter-religieux. Dans son livre Débat du chrétien et du Sarrasin il oppose un musulman et un chrétien dans un débat où chaque partie défend sa foi. De par ses textes, Jean Germain tente de fournir les arguments théologiques pour justifier une nouvelle croisade contre les Turcs. Dans le même ordre d'idées Jean de Ségovie, cardinal retiré dans un prieuré de Savoie, tente une nouvelle traduction du Coran en trois langues, arabe, castillan et latin, et cela deux siècles après celle de Pierre le Vénérable. Bien que son œuvre soit aujourd'hui perdue, elle ne laisse pas douter que, contrairement à beaucoup d'auteurs de son époque qui réalisaient des œuvres clairement anti-islamiques, le but premier de Jean de Ségovie était là encore la conversion des Turcs. En 1486, le chanoine Bernhard von Breydenbach publiera des récits encourageant aux croisades, exaltant les précédents rois et annonçant diverses prophéties sur un retour des chrétiens en Orient, et c'est aussi une des premières fois qu'un auteur latin publie un cours sur l'alphabet arabe, montrant par là un attrait timide en Occident pour la langue arabe. Des nobles comme le roi René d'Anjou est un exemple d'homme issu des milieux favorisés qui s’intéressera à la culture arabe.
Un siècle plus tard l'alliance franco-ottomane mais aussi les guerres de Religion laisseront des traces au niveau de la littérature. Les protestants au lendemain du massacre de la Saint-Barthélemy n'hésiteront à comparer la monarchie française à l'empire ottoman, modèle de tyrannie par excellence dans l'imaginaire collectif. Du côté catholique on accusera les protestants d'avoir adopté une forme proche de l'islam, de par leur refus du culte des saints et des images religieuses ou sur la question de la prédestination. En 1576 un ouvrage issu d'un mouvement regroupant des nobles des deux confessions (catholique et protestante) vont même jusqu'à laisser présager qu'avec l'alliance franco-ottomane, la France pourrait devenir une province de l'empire ottoman. Le Turc y est sans cesse décrit comme mauvais, cruel et intolérant et que son projet par cette alliance est d'importer sa loi en France, de supprimer toute noblesse et la soumission entière au sultan de l'ensemble des Français. Les missionnaires catholiques envoyés dans le monde rapporteront eux aussi de nombreux récits tout aussi sombres. Le musulman est considéré comme la torture du chrétien et tout en reprenant la littérature du Moyen Âge ils considèrent que l'islam est tout entier dirigé contre le christianisme, même les rares qualités qu'on leur attribue sont tournées dans une optique de lutte contre le christianisme.
Cependant il est aussi des hommes qui ont essayé de donner un autre point de vue. Ce fut le cas des explorateurs, des riches hommes d'affaires qui partiront en Orient et en rapporteront des récits totalement différents. En 1655 Jean de Thévenot part durant deux ans en Turquie, en Terre Sainte et parcourt la Syrie et l'Éthiopie. Il décrit les Turcs comme des ignorants et le sultan comme un tyran mais admet qu'ils sont plus tolérants et plus généreux que les chrétiens et en arrive à la conclusion qu'en cas de conversion un Turc pourrait être un très bon chrétien. De même Tavernier, un commerçant protestant réfugié en Suisse à la suite de la révocation de l'édit de Nantes, entreprend de nombreux voyages en Orient et dont les récits réunis dans le livre Les Six voyages…en Turquie, en Perse et en Inde seront publiés durant près de trois siècles. L'attrait pour l'Orient poussera Antoine Galland à traduire de 1704 à 1717 les récits des Les Mille et Une Nuits encore publiés de nos jours et qui auraient probablement totalement disparu sans sa traduction.
Tous les récits ont toutefois un point commun, la critique du système politique turc ou perse. Le sultan est un chef qui a droit de vie et de mort sur ses sujets qui lui doivent une totale obéissance. Dans ce contexte de quasi esclavage, les peuples ne peuvent se libérer eux-mêmes, et aux grandes heures de la Révolution française et à la veille de la colonisation des auteurs comme Volney dans les Ruines appelleront à la chute du sultan symbole de roi absolu qu'il faut aller abattre.

## Poésie
- Histoire de la poésie française
- Liste de poètes de langue française, Liste chronologique de poètes

## Roman
L'histoire du roman français traverse plusieurs époques marquantes, chacune contribuant à la richesse de ce genre littéraire. Au début, on trouve les romans courtois et les romans de chevalerie, qui établissent les bases du genre en France. Au XVIe siècle, le roman se diversifie et se développe davantage, offrant de nouvelles formes et thèmes. Le XVIIe siècle voit l'émergence du roman psychologique, qui explore plus profondément la psychologie des personnages. Le XVIIIe siècle continue cette évolution avec une variété accrue de styles et de préoccupations sociales. Le XIXe siècle est particulièrement riche en œuvres, avec des romans qui reflètent les bouleversements de l'époque. Le XXe siècle, quant à lui, marque une période de grande expérimentation et de renouvellement du genre. Tout au long de cette histoire, divers romanciers français ont laissé leur empreinte, et les romans se classifient selon différents genres, chacun apportant une perspective unique à l'évolution du roman français.

## Théâtre
- Théâtre au Moyen Âge
- Théâtre à la Renaissance
- Théâtre classique du XVIIe siècle
- Théâtre du XVIIIe siècle
- Chronologie des opéras français des XVIIe et XVIIIe siècles
- Le théâtre du XIXe siècle, Théâtre en France de la Révolution à 1830
- Le théâtre du XXe siècle
- Théâtre français, Théâtre en France
- Dramaturges français

## La littérature comme discipline d'enseignement et de recherche

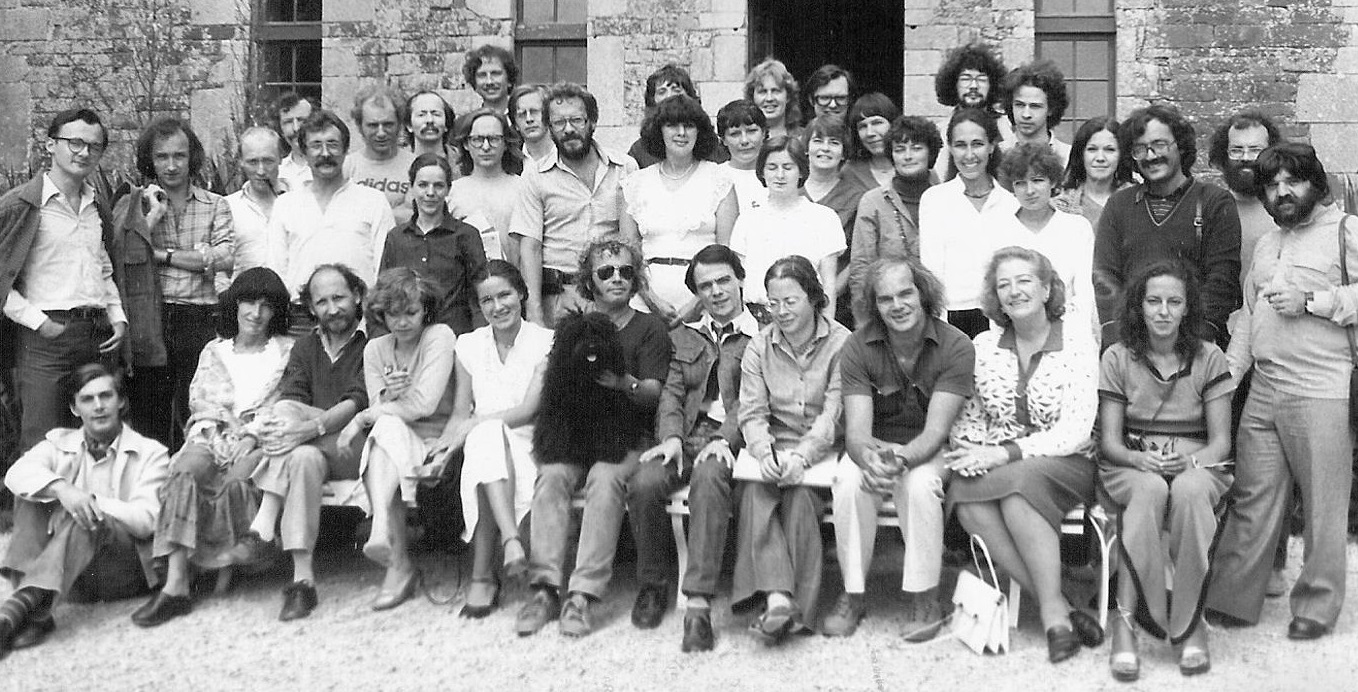
Atelier de littérature contemporaine avec Marc Avelot, Philippe Binant, Bernard Magné, Claudette Oriol-Boyer, Jean Ricardou pendant l'écriture des Géorgiques de Claude Simon (Cerisy, 1980).

Si le mot « littérature » désigne avant tout l'ensemble des œuvres littéraires, il s'applique aussi au champ du savoir constitué par l'étude de ces œuvres littéraires. En ce sens, la littérature est une discipline d'enseignement et de recherche, qui se subdivise elle-même en plusieurs champs disciplinaires.

## Français lauréats du prix Nobel
Le prix Nobel de littérature a été désigné pour la première fois en 1901. En 2023, seize écrivains français l'ont reçu :
| N° | Année | Écrivain         |                      | N° | Année | Écrivain                          |               | N° | Année | Écrivain             |                        |
| 1  | 1901  | Sully Prudhomme  | Sully Prudhomme      | 2  | 1904  | Frédéric Mistral (en langue d'oc) |               | 3  | 1915  | Romain Rolland       | Romain Rolland en 1914 |
| 4  | 1921  | Anatole France   | Anatole France, 1921 | 5  | 1927  | Henri Bergson                     | Henri Bergson | 6  | 1937  | Roger Martin du Gard | Roger Martin du Gard   |
| 7  | 1947  | André Gide       |                      | 8  | 1952  | François Mauriac                  |               | 9  | 1957  | Albert Camus         |                        |
| 10 | 1960  | Saint-John Perse |                      | 11 | 1964  | Jean-Paul Sartre (refusé)         |               | 12 | 1985  | Claude Simon         |                        |
| 13 | 2000  | Gao Xingjian     |                      | 14 | 2008  | Jean-Marie Le Clézio              |               | 15 | 2014  | Patrick Modiano      |                        |
| 16 | 2022  | Annie Ernaux     |                      |    |       |                                   |               |    |       |                      |                        |
|    |       |                  |                      |    |       |                                   |               |    |       |                      |                        |